# Olette
Olette (Oleta) – miejscowość i gmina we Francji, w regionie Oksytania, w departamencie Pireneje Wschodnie.
Według danych na rok 1990 gminę zamieszkiwało 447 osób, a gęstość zaludnienia wynosiła 15 osób/km² (wśród 1545 gmin Langwedocji-Roussillon Olette plasuje się na 542. miejscu pod względem liczby ludności, natomiast pod względem powierzchni na miejscu 193.).

## Zabytki
Zabytki na terenie gminy posiadające status monument historique:
- Bastide d'Olette
- zamek Évol (Château d'Évol)
- kościół św. Andrzeja z Évol (Église Saint-André d'Évol)

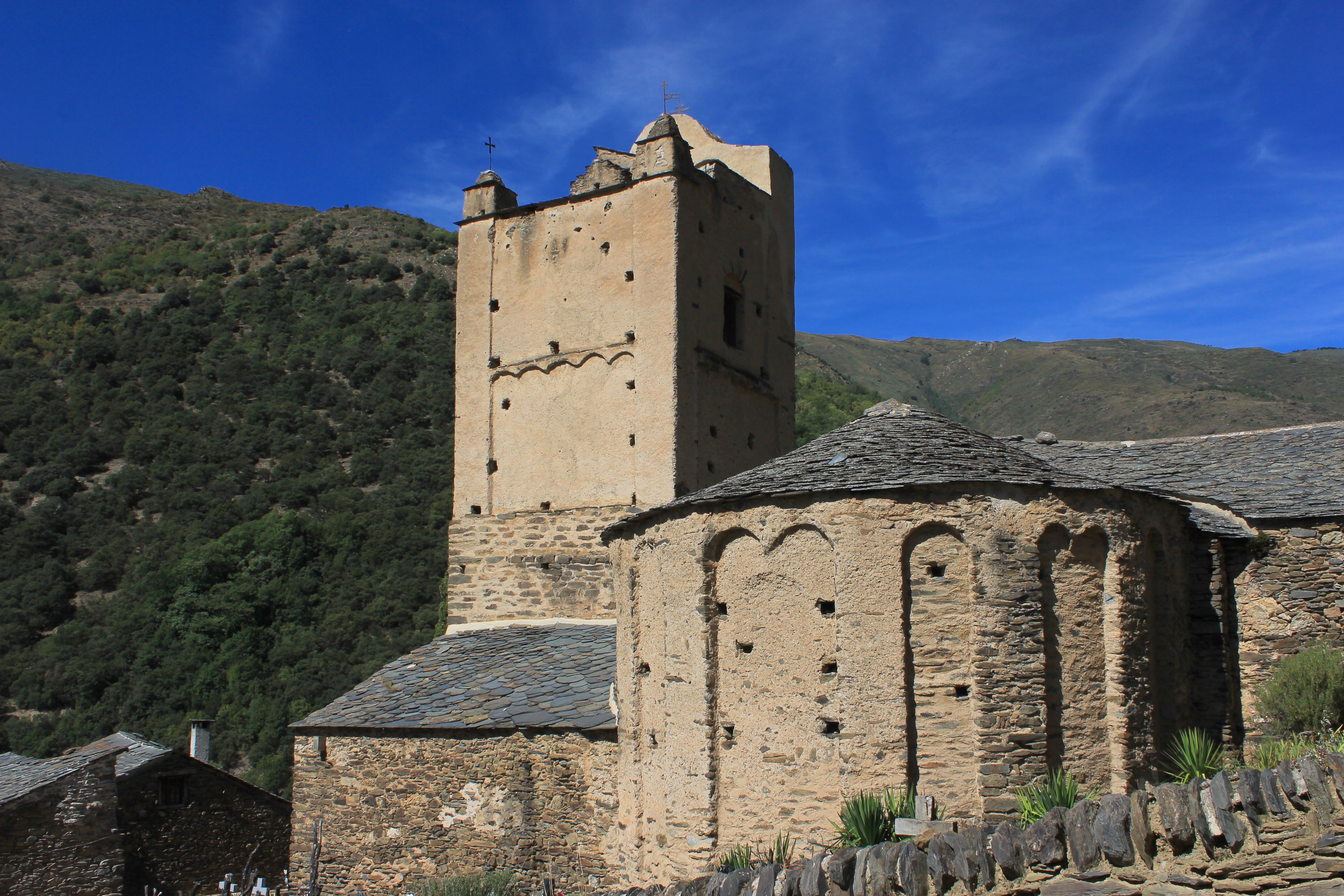
Kościół św. Andrzeja z Evol, Gmina Olette, 2010

## Populacja

Populacja Olette w latach 1962–2008